# Dryopsis truncata
Dryopsis truncata là một loài thực vật có mạch trong họ Dryopteridaceae. Loài này được (Ching & H.S. Kung) Holttum & P.J. Edwards miêu tả khoa học đầu tiên năm 1986.